# Xã Rockville, Quận Rice, Kansas
Xã Rockville (tiếng Anh: Rockville Township) là một xã thuộc quận Rice, tiểu bang Kansas, Hoa Kỳ. Năm 2010, dân số của xã này là 144 người.